# Diego Chica
Diego Chica (Cali, Valle del Cauca, 11 de diciembre de 1982) es un exfutbolista colombiano. Jugaba como mediocampista y su último equipo fue Alianza Petrolera de la Categoría Primera A colombiana.

## Trayectoria
Chica debutó con el Deportes Quindío en el año 2002. Para 2003 pasó al ya desaparecido Dimerco Popayá de la primera B.
Para el 2004 pasa al recién fundado Bogotá FC donde se convierte en uno de los jugadores insignia del club juntó con Wilberto Cosme, su buen nivel lo lleva a ser cedido brevemente y aunque sin mucha trasendencia en primera división al equipo Real Cartagena. Regresa al onceno capitalino en 2006 y se mantiene en buen nivel hasta 2008.
Es contratado por Eduardo Pimentel en el Boyacá Chicó finalizando 2008 donde es dirigido por Alberto Gamero Donde salen campeones, allí se da a conocer en el FPC permaneciendo durante 6 temporadas en las que disputó más de 280 encuentros con el equipo ajedrezado.
En 2015 refuerza al Rionegro Águilas en la Copa Sudamericana.
Para 2016 llegá al Cúcuta Deportivo donde se ha venido destacando por su gran nivel.

## Clubes
| Club               | País     | Año         |
| ------------------ | -------- | ----------- |
| Deportes Quindío   | Colombia | 2002        |
| Dimerco Popayán    | Colombia | 2003        |
| Bogotá Fútbol Club | Colombia | 2004-2005   |
| Real Cartagena     | Colombia | 2006        |
| Bogotá F. C.       | Colombia | 2007 - 2008 |
| Boyacá Chicó       | Colombia | 2008 - 2014 |
| Águilas Doradas    | Colombia | 2015        |
| Cúcuta Deportivo   | Colombia | 2016        |
| Cortuluá           | Colombia | 2017        |
| Cúcuta Deportivo   | Colombia | 2018 - 2019 |
| Unión Magdalena    | Colombia | 2020        |
| Alianza Petrolera  | Colombia | 2021        |

## Palmarés

### Campeonatos nacionales
| Título    | Club             | País     | Año  |
| --------- | ---------------- | -------- | ---- |
| Primera B | Cúcuta Deportivo | Colombia | 2018 |

Boyaca Chico 2008